# Iglesia de San Cristóbal (Granada)
La iglesia de San Cristóbal es un templo católico de la ciudad española de Granada, comunidad autónoma de Andalucía.

## Descripción
La iglesia, construida con unas piedras labradas que formaban parte del exterior de un palacio árabe, está situada en la plaza del mismo nombre. Aparece descrita en el Estudio descriptivo de los monumentos árabes de Granada, Sevilla y Córdoba (1885) de Rafael Contreras y Muñoz con las siguientes palabras:

San Cristóbal. Templo situado en la altura más pintoresca y deliciosa que tiene esta población, y construido con las piedras labradas que correspondían al exterior de un palacio árabe; cuyos cimientos se notan al rededor y al pie de los muros de la iglesia. No lejos de Fajalauza, subiendo á San Miguel, hay una cruz gótica entre cipreses; este sitio se llama la Cruz de la Ráuda, y se supone que era panteón árabe bendecido luego en tiempo de los cristianos.
(Contreras y Muñoz, 1885, p. 373)